# Juan Luis Sanfuentes
Juan Luis Sanfuentes (Santiago du Chili, 1858 - Fundo Camarico de Talca, 1930) est président de la République du Chili du 23 décembre 1915 au 23 décembre 1920.